# 200750 Rix
200750 Rix è un asteroide della fascia principale. Scoperto nel 2001, presenta un'orbita caratterizzata da un semiasse maggiore pari a 2,2673961 UA e da un'eccentricità di 0,1286799, inclinata di 8,12791° rispetto all'eclittica.